# Rebbachisauridae
Los rebaquisáuridos (Rebbachisauridae, "como los lagartos de Rebbachi") es una familia de dinosaurios saurópodos que vivieron desde el Cretácico inferior hasta el Cretácico superior (hace aproximadamente 130 y 86 millones de años, desde el Barremiense hasta el Coniaciense), en lo que hoy es Sudamérica, Europa, Asia y África.

## Descripción
Grandes saurópodos de cuello largo, con dientes facetados en el lado interno y con ángulos cerrados. Dentro de estos esta la única batería de dientes en un saurópodo, en Nigersaurus. No presentan las espinas de la vértebras dorsales bifurcadas con en las otras familias de los Diplodocoidea, por lo que se cree que son más primitivos que los dicreosáuridos y los diplodócidos

## Sistemática
Se define como todos los diplodocoides más cercano a Rebbachisaurus que a Diplodocus. 
Es el clado más inclusivo que incluye a Nigersaurus taqueti (Sereno et al., 1999) y Rebbachisaurus garasbae (Lavocat, 1954) pero no a Diplodocus longus (Marsh, 1878) y al Dicraeosaurus hansemanni (Janensch, 1914).
Cladograma según Whitlock de 2011:
|  | Zapalasaurus                                                  |
|  |                                                               |
|  | \| \| Demandasaurus \| \| \| \| \| \| Nigersaurus \| \| \| \| |
|  |                                                               |
|  | Demandasaurus                                                 |
|  |                                                               |
|  | Nigersaurus                                                   |
|  |                                                               |

|  | Demandasaurus |
|  |               |
|  | Nigersaurus   |
|  |               |

|  | Cathartesaura |
|  |               |
|  | Limaysaurus   |
|  |               |

|  | Zapalasaurus                                                  |
|  |                                                               |
|  | \| \| Demandasaurus \| \| \| \| \| \| Nigersaurus \| \| \| \| |
|  |                                                               |
|  | Demandasaurus                                                 |
|  |                                                               |
|  | Nigersaurus                                                   |
|  |                                                               |

|  | Demandasaurus |
|  |               |
|  | Nigersaurus   |
|  |               |

|  | Cathartesaura |
|  |               |
|  | Limaysaurus   |
|  |               |

|  | Zapalasaurus                                                  |
|  |                                                               |
|  | \| \| Demandasaurus \| \| \| \| \| \| Nigersaurus \| \| \| \| |
|  |                                                               |
|  | Demandasaurus                                                 |
|  |                                                               |
|  | Nigersaurus                                                   |
|  |                                                               |

|  | Demandasaurus |
|  |               |
|  | Nigersaurus   |
|  |               |

|  | Cathartesaura |
|  |               |
|  | Limaysaurus   |
|  |               |

|  | Zapalasaurus                                                  |
|  |                                                               |
|  | \| \| Demandasaurus \| \| \| \| \| \| Nigersaurus \| \| \| \| |
|  |                                                               |
|  | Demandasaurus                                                 |
|  |                                                               |
|  | Nigersaurus                                                   |
|  |                                                               |

|  | Demandasaurus |
|  |               |
|  | Nigersaurus   |
|  |               |

|  | Cathartesaura |
|  |               |
|  | Limaysaurus   |
|  |               |

|  | Zapalasaurus                                                  |
|  |                                                               |
|  | \| \| Demandasaurus \| \| \| \| \| \| Nigersaurus \| \| \| \| |
|  |                                                               |
|  | Demandasaurus                                                 |
|  |                                                               |
|  | Nigersaurus                                                   |
|  |                                                               |

|  | Demandasaurus |
|  |               |
|  | Nigersaurus   |
|  |               |

|  | Cathartesaura |
|  |               |
|  | Limaysaurus   |
|  |               |

|  | Zapalasaurus                                                  |
|  |                                                               |
|  | \| \| Demandasaurus \| \| \| \| \| \| Nigersaurus \| \| \| \| |
|  |                                                               |
|  | Demandasaurus                                                 |
|  |                                                               |
|  | Nigersaurus                                                   |
|  |                                                               |

|  | Demandasaurus |
|  |               |
|  | Nigersaurus   |
|  |               |

|  | Cathartesaura |
|  |               |
|  | Limaysaurus   |
|  |               |

|  | Zapalasaurus                                                  |
|  |                                                               |
|  | \| \| Demandasaurus \| \| \| \| \| \| Nigersaurus \| \| \| \| |
|  |                                                               |
|  | Demandasaurus                                                 |
|  |                                                               |
|  | Nigersaurus                                                   |
|  |                                                               |

|  | Demandasaurus |
|  |               |
|  | Nigersaurus   |
|  |               |

|  | Cathartesaura |
|  |               |
|  | Limaysaurus   |
|  |               |

|  | Zapalasaurus                                                  |
|  |                                                               |
|  | \| \| Demandasaurus \| \| \| \| \| \| Nigersaurus \| \| \| \| |
|  |                                                               |
|  | Demandasaurus                                                 |
|  |                                                               |
|  | Nigersaurus                                                   |
|  |                                                               |

|  | Demandasaurus |
|  |               |
|  | Nigersaurus   |
|  |               |

|  | Cathartesaura |
|  |               |
|  | Limaysaurus   |
|  |               |

## Literatura
- Bonaparte J.F. (1997). Rayososaurus agrioensis Bonaparte 1995. Ameghiniana 34(1):116.
- McIntosh J. S. (1990), "Sauropoda" in The Dinosauria, Edited by David B. Weishampel, Peter Dodson, and Halszka Osmólska. University of California Press, pp. 345-401.
- Upchurch P., Barrett P.M. and Dodson P. (2004). "Sauropoda". En The Dinosauria, 2 edición. Weishampel, Dodson, and Osmólska (eds.). University of California Press, Berkeley. Pp. 259-322.
- Wilson J.A., (2002) Sauropod dinosaur phylogeny: critique and cladistic analysis, Zoological Journal of the Linnean Society 136(2):215-275
- Curry Rogers and Wilson, eds, (2005), The Sauropods: Evolution and Paleobiology, University of California Press, Berkeley, ISBN 0-520-24623-3